# Pop Life
Pop Life é o título do terceiro álbum de estúdio do DJ Francês David Guetta. Foi lançado pela gravadora Virgin Records em 2007 a 18 de Junho e produzido por Joachim Garraud, também ele DJ e produtor Francês. 
"Love is Gone" foi o primeiro single do álbum a ser lançado, também com respectiva remix Joachim Garraud e Fred Rister incluída no álbum. Seguiram-se "Baby When the Light", "Delirious", "Tomorrow Can Wait" e "Everytime We Touch" com colaboração dos DJ's suecos, Sebastian Ingrosso e Steve Angello.

## Faixas
| N.º | Título                                                                                | Duração |  |
| 1.  | "Baby When the Light" (Feat. Cozi Costi)                                              | 3:27    |  |
| 2.  | "Love is Gone" (Feat. Chris Willis - Original Mix)                                    | 3:06    |  |
| 3.  | "Everytime We Touch" (Feat. Steve Angello and Sebastian Ingrosso)                     | 3:40    |  |
| 4.  | "Delirious" (Feat. Tara McDonald)                                                     | 4:31    |  |
| 5.  | "Tomorrow Can Wait" (Feat. Chris Willis vs. Tocadisco)                                | 3:33    |  |
| 6.  | "Winner of the Game" (Feat. JD Davis)                                                 | 3:02    |  |
| 7.  | "Do Something Love" (Feat. Juliet)                                                    | 4:10    |  |
| 8.  | "You're Not Alone" (Feat. Tara McDonald)                                              | 3:54    |  |
| 9.  | "Never Take Away My Freedom" (Feat. Chris Willis)                                     | 4:09    |  |
| 10. | "This is Not a Love Song" (Feat. JD Davis)                                            | 3:46    |  |
| 11. | "Always" (Feat. JD Davis)                                                             | 4:00    |  |
| 12. | "Joan of Arc" (Feat. Thailand)                                                        | 4:00    |  |
| 13. | "Love is Gone" (Feat. Chris Willis - Fred Rister & Joachim Garraud Radio Edit Remix)) | 3:21    |  |

### Faixa bônus (Reino Unido)
| N.º | Título                                                                                             | Duração |  |
| 14. | "Love Don't Let Me Go (Walking Away) (creditadas a David Guetta vs. The Egg)" (Feat. Chris Willis) | 3:16    |  |

### Edição limitada (Faixa Bônus)
| N.º | Título                                                                                             | Duração |  |
| 14. | "Don't Be Afraid"                                                                                  | 3:16    |  |
| 15. | "Take Me Away"                                                                                     | 4:25    |  |
| 16. | "Love Don't Let Me Go (Walking Away) (creditadas a David Guetta vs. The Egg)" (Feat. Chris Willis) | 3:16    |  |

## Paradas e posições
| Parada (2007)                  | Melhor posição |
| ------------------------------ | -------------- |
| Áustria - Album Charts Áustria | 61             |
| França - French Albums Chart   | 2              |
| Suiça - Swiss Albums Chart     | 10             |